# 光明學校 (香港)

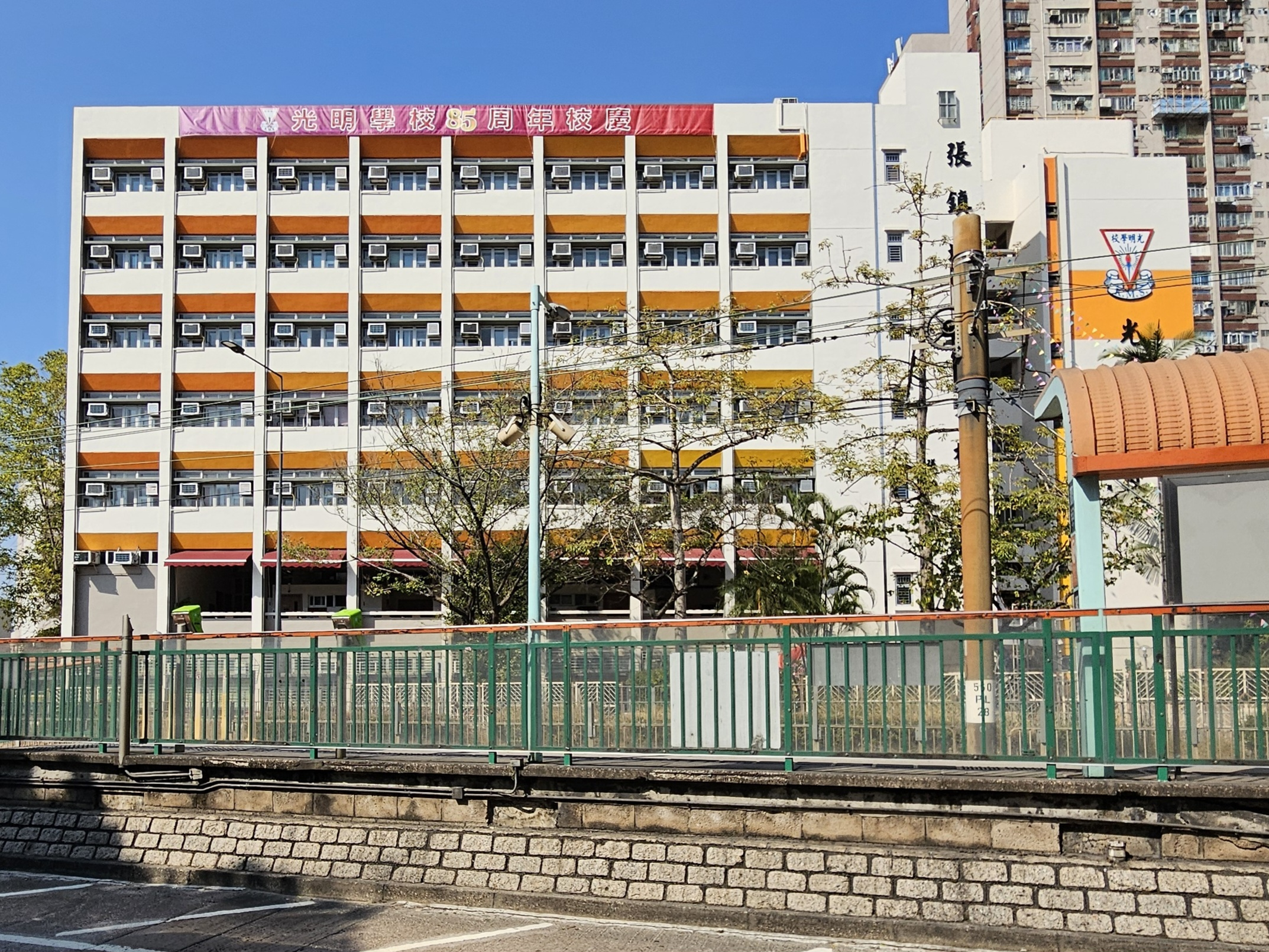
光明學校南面，前方為輕鐵水邊圍站

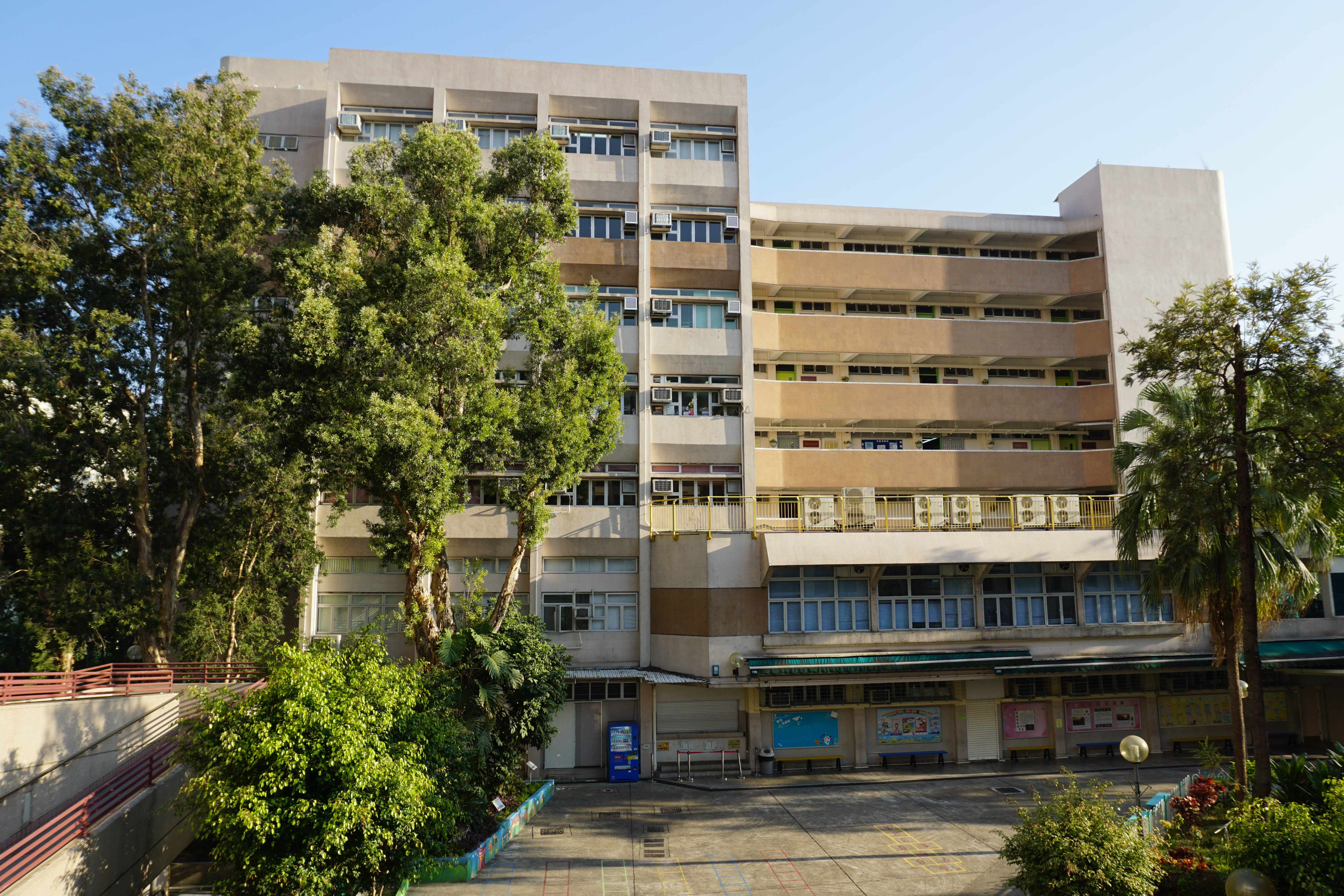
光明學校北面

光明學校（英語：Kwong Ming School），位於香港新界元朗水邊圍邨，是一所由已故榮華餅家創辦人趙聿修先生創辦的小學。該校自2006年開始是全日制學校。學校毗鄰元朗天主教中學、水邊圍邨。

## 學校歷史
1939年，光大學校創立於元朗舊墟長盛街。1946年，光明學校創立於大旗嶺（現今大棠路和馬棠路交界，停車場內仍保留光明學校的校務處平房建築）。
1972年，光明學校與光大學校合併，沿用前者名稱。後來，因大旗嶺校址被列作政府發展藍圖內，校方遂於1980年註冊為有限公司，成立校董會，使之為合法社團，並向政府申請新校舍。已故校監趙樹勳先生及校董會多番奔走下，終獲當局允准於水邊圍邨建立新校舍。
此校的新校舍最初採用火柴盒式設計，並曾招標。適逢當時最新的標準小學校舍設計於1979年頒布，新校舍設計亦作出相應調整，而房屋署亦於1979年11月重新就地基工程進行招標，令新校舍成為全港第一座同類型校舍。最後，此校於1981年遷移至新校址。2006年，學校轉為全日制，下午校遷到雞地元政路定名為光明英來學校。
1999年8月，潘鈺洪校長上任。由曾天養接任為校長至2010年。曾天養校長於2010年退休後，由何澤仁擔當校長一職。何澤仁校長於2016年退休後，現由邢毅擔當校長一職。

## 考試
每一個學年共舉行考試各2次和測驗各2次。

## 學校設備
- 該校樓高6層，設有：
  - 25間標準課室
  - 3間輔導教學室
  - 2間音樂室
  - 1間電腦室
  - 1間會議室
  - 家長資源中心
  - 社工室
  - 活動室
  - 英語室
  - 詩文閣
  - 數學俱樂部
  - 教員室
  - 操場
  - 地下花圃
  - 中央圖書館
  - 校務處
  - 大堂，即學校禮堂
- 每間課室均安裝冷氣設備。
- 視聽設備包括：如投影機、實物投影機、基本音響器材、數碼油印機及影印機等。
- 各課室均設有廣播系統及投射螢幕。
- 設有校園電視台

## 校歌
由李韶填詞，黃友棣作曲。
歌詞：元朗區光明學校，莊嚴校舍，丕顯光明，這是我們的生長園地，也是我們的溫暖家庭，教師是父母叔伯，同學是姊妹弟兄！互愛互勵，團結精誠，姊妹姊妹，弟兄弟兄，社會要我們改進，國家靠我們興盛，振起我們的志氣，勿負我們年青，努力德業，耀我光明。

## 外部連結
- 光明學校（页面存档备份，存于）

22°26′41″N 114°01′12″E / 22.4448°N 114.0201°E